# Jonas Augusto Bouvie
Jonas Augusto Bouvie (sinh ngày 5 tháng 10 năm 1986) là một cầu thủ bóng đá người Brasil.

## Sự nghiệp câu lạc bộ
Jonas Augusto Bouvie đã từng chơi cho Cerezo Osaka.